# Volksdroge
Als Volksdroge werden umgangssprachlich psychotrope Substanzen und Drogen bezeichnet, deren Konsum und Handel im jeweiligen Kulturkreis üblich und zumeist legal ist.
In der westlichen Welt werden häufig drei Drogen als Volksdrogen bezeichnet: Coffein (bspw. in Kaffee), Alkohol (bspw. in alkoholischen Getränken, siehe Alkoholkonsum), und Nicotin (bspw. in Zigaretten, siehe Rauchen). Häufig wird auch Zucker als „Volksdroge“ bezeichnet (siehe Zuckersucht). Im süd- und südostasiatischen Raum kommt die Betelnuss hinzu. In muslimischen Kulturen gehört Alkohol häufig nicht dazu. Cannabis ist die verbreitetste in vielen Regionen illegale Volksdroge. Weltweit am weitesten verbreitet ist Coffein, das in vielerlei Getränken enthalten ist: allen voran Tee, Kaffee, Energydrinks, Mate und Cola.
Weitere Beispiele für regionale Volksdrogen mit weltweit deutlich geringerer Verbreitung sind Kath im Jemen, Kava Kava in einigen Regionen Ozeaniens, und die in anderen Regionen in der Regel illegalen Kokablätter im Andengebiet.

## Galerie
Die drei Volksdrogen in der westlichen Welt

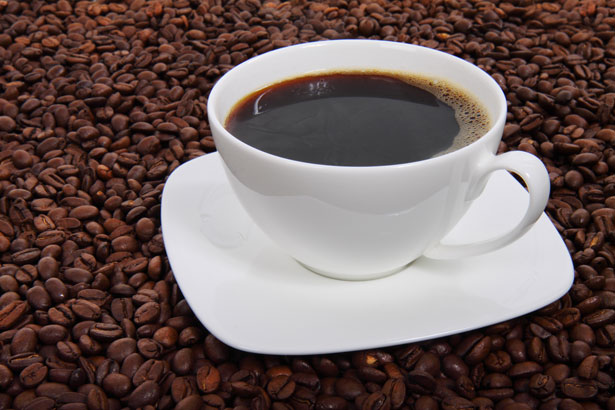
Coffein
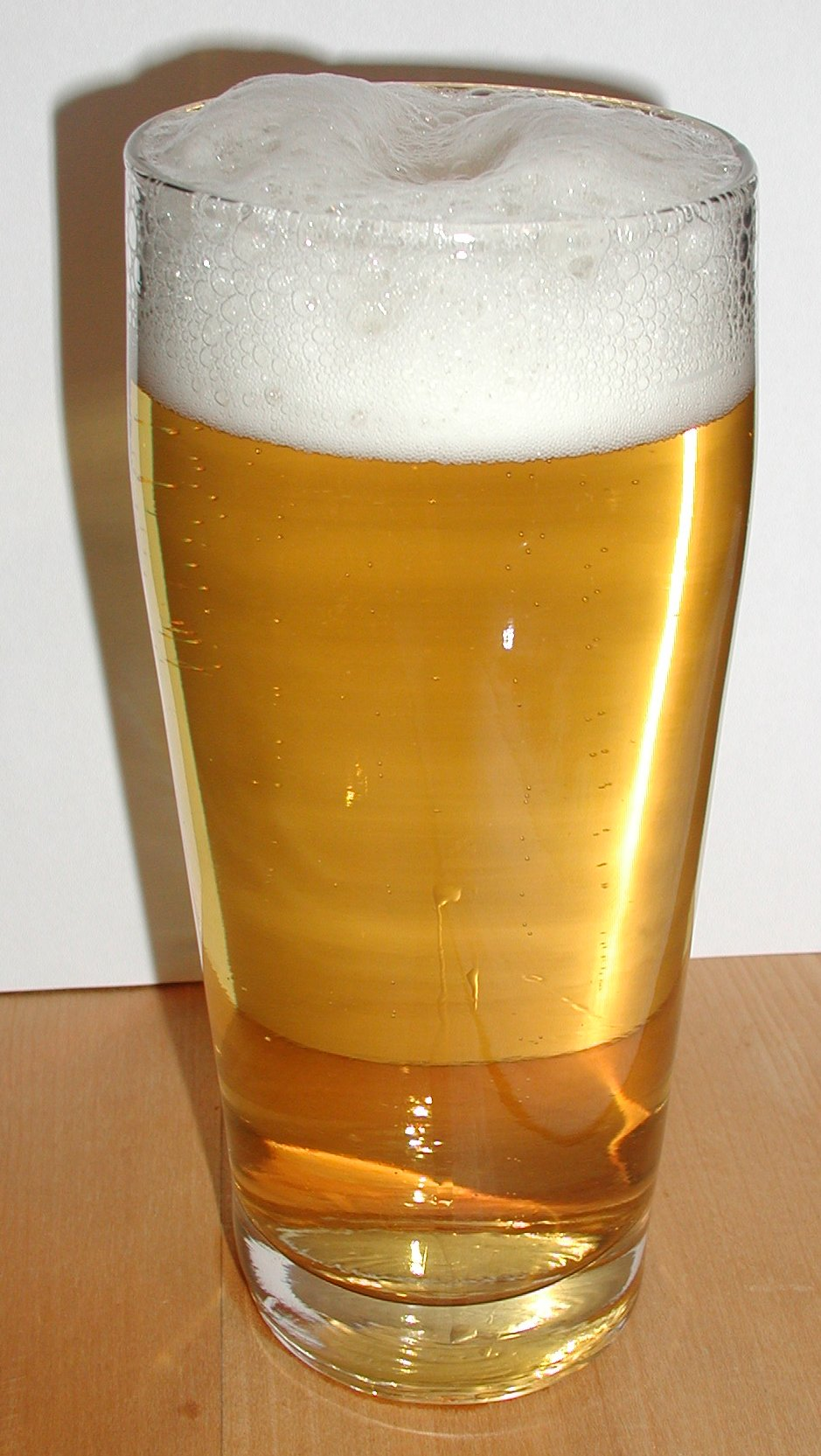
Alkohol
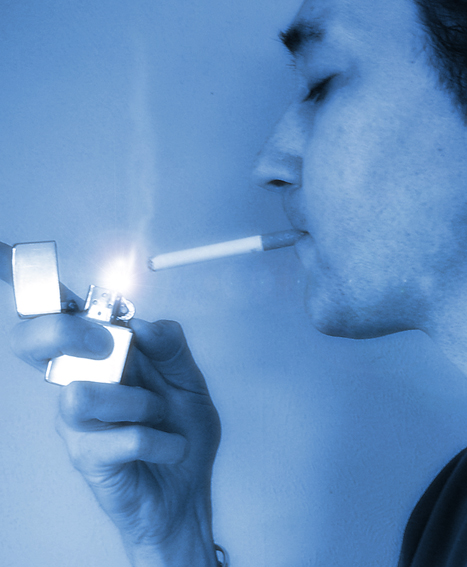
Nicotin

Die am häufigsten konsumierte in vielen Regionen illegale Volksdroge

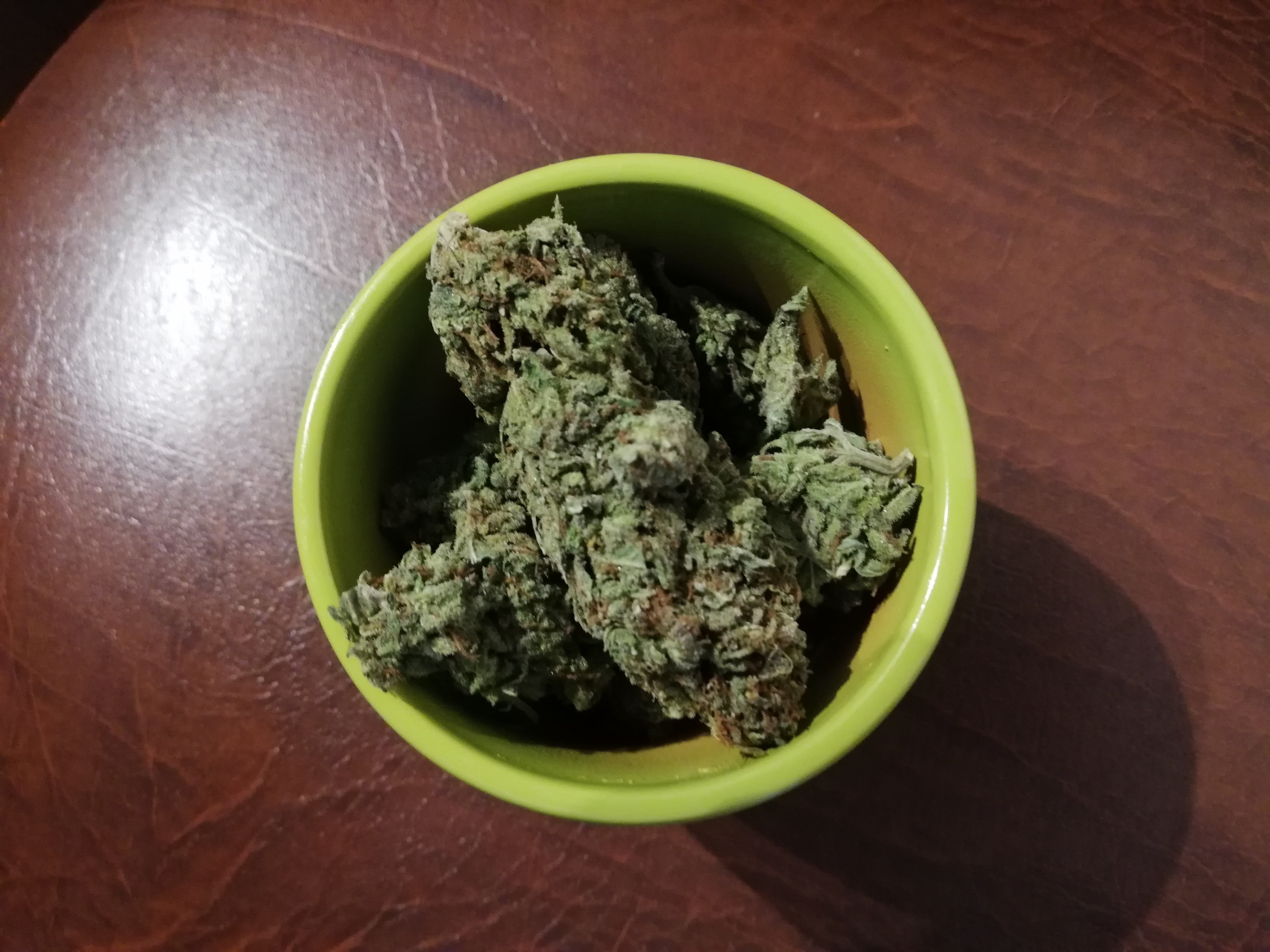
Cannabis